# 127 a.C.

## Eventos
- Lúcio Cornélio Cina e Lúcio Cássio Longino Ravila, cônsules romanos.
- Ptolomeu VIII recupera a Alexandria de Cleópatra II e então organiza uma nova expedição ao Sul.[1]
- Os citas derrotam os partos em uma batalha em torno de Media.[2]